# The Shadiest One
| Críticas profissionais   | Críticas profissionais |
| Avaliações da crítica    | Avaliações da crítica  |
| Fonte                    | Avaliação              |
| ------------------------ | ---------------------- |
| Allmusic                 | [ 1 ]                  |
| Rap Pages                | [ 2 ]                  |
| The Source (4/98, p.164) | [ 3 ]                  |
| Vibe                     | (Favorável)            |

The Shadiest One é o álbum solo de estreia de WC.

## Lista de faixas
| #  | Título                      | Participação(ões)                | Produtor(es)    | Duração |
| -- | --------------------------- | -------------------------------- | --------------- | ------- |
| 1  | "Hog"                       |                                  | Battlecat       | 4:24    |
| 2  | "Where Y'all From"          |                                  | Battlecat       | 1:11    |
| 3  | "Fuckin Wit uh House Party" |                                  | Battlecat       | 4:49    |
| 4  | "The Shadiest One"          | CJ Mac                           | Ant Banks       | 4:26    |
| 5  | "Can't Hold Back"           | Ice Cube                         | Skooby Doo      | 3:34    |
| 6  | "Keep Hustlin"              | E-40 & Too Short                 | Young Tre       | 3:39    |
| 7  | "Just Clownin'"             |                                  | Battlecat       | 3:59    |
| 8  | "The Autobiography"         |                                  | Crazy Toones    | 1:21    |
| 9  | "Worldwide Gunnin'"         |                                  | Skooby Doo      | 3:25    |
| 10 | "Like That"                 | Ice Cube, Daz Dillinger & CJ Mac | Daz Dillinger   | 4:29    |
| 11 | "Call It What You Want"     |                                  | Crazy Toones    | 4:29    |
| 12 | "Rich Rollin'"              |                                  | Dutch           | 3:40    |
| 13 | "Cheddar"                   | Mack 10 & Ice Cube               | Mo-Suave-A      | 4:12    |
| 14 | "Bank Lick"                 |                                  | WC              | 0:49    |
| 15 | "It's All Bad"              |                                  | Battlecat       | 4:15    |
| 16 | "Better Days"               | Ron Banks                        | Barr Nine       | 3:53    |
| 17 | "The Outcome"               |                                  | Douglas Coleman | 2:45    |

## Posições nas paradas
| Parada musical (1998)                   | Melhor posição |
| --------------------------------------- | -------------- |
| E.U.A. Billboard 200                    | 19             |
| E.U.A. Billboard Top R&B/Hip-Hop Albums | 2              |